# Carlos Anaya
Carlos Anaya y López Camelo (San Pedro, 1777 – Montevideo, 1862) è stato un politico e storico uruguaiano.
È stato Presidente dell'Uruguay dal 24 ottobre 1834 al 1º marzo 1835.